# Klopit, Zdolbuniv
Klopit (în ucraineană Клопіт) este un sat în așezarea urbană Mizoci din raionul Zdolbuniv, regiunea Rivne, Ucraina.

## Demografie
Componența lingvistică a localității Klopit
     Ucraineană (100%)
Conform recensământului din 2001, toată populația localității Klopit era vorbitoare de ucraineană (100%).